# Gurban Pirimov
Durban Pirimov nato Gurban Bakhshali oglu Primov (in azero Qurban Primov) (Abdal, 4 ottobre 1880 – Baku, 29 agosto 1965) è stato un musicista azero suonatore di tar.

## Biografia
Nato nel Karabakh, nel montuoso villaggio di Abdal, vicino a Şuşa in una famiglia di lunghe tradizioni musicali: suo nonno Valeh fu un famoso aşık del Karabakh e il suo fratello maggiore, Aghalar, un suonatore di saz. Profondamente innamorato della musica popolare, Gurban Primov abbandonò la scuola all'età di 13 anni per trasferirsi a Şuşa, all'epoca uno dei più importanti centri culturali del Caucaso. 

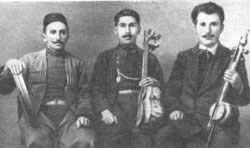
Il leggendario trio: Jabbar Garyagdioglu (a sinistra), Gurban Primov (al centro) e Sasha Ohanezashvili

Fu presentato al celebre musicista dell'epoca e progettista del tar azero, Sadigjan, di cui divenne allievo. Nel 1895 Pirimov era già ampiamente conosciuto in Karabakh come musicista di talento che operava con alcuni dei più famosi khananda del tempo. Nel 1905 incontrò Jabbar Garyagdioglu e Sasha Ohanezashvili in occasione di un matrimonio a  Ganja, e per i successivi 20 anni si esibirono come trio. L'ensemble girò con successo per il Caucaso, l'Asia centrale e alcune delle città del Medio Oriente. Accompò Garyagdioglu con il tar durante la registrazione di mugham su vinile a Riga e Varsavia nel 1912, ed eseguì alcuni brani da solista. Insieme parteciparono al film azero del 1916 "Neft va milyonlar saltanatinda" ("Nel regno del petrolio e dei milioni"). Le straordinarie capacità di Pirimov vennero menzionate dal cantante Seyid Shushinski che assistette personalmente all'instancabile esecuzione di Pirimov durante un concerto di mugham di Garyagdioglu durato cinque ore.
Successivamente Pirimov fu anche consulente musicale di importanti compositori come Muslim Magomayev, Reinhold Moritzevič Glière, Fikret Amirov e Gara Garayev. Nel 1930 Primov fu riconosciuto come "artista del popolo" dell'Azerbaigian.
Gurban Primov sposò Nabat khanum Aghalar gizi ed ebbero quattro figli: Asgar, Sara, Tamara, Adela.
Ha continuato a suonare fino alla sua morte avvenuta all'età di 84 anni. Il suo ultimo concerto si è svolse al Teatro della filarmonica di stato dell'Azerbaigian il 10 agosto 1965. Morì 19 giorni dopo. 
Venne tumulato nel viale degli uomini illustri nel cimitero di Baku.